# Волошка закавказька
Волошка закавказька (Centaurea transcaucasica) — вид квіткових рослин родини айстрових (Asteraceae). Ареал: Північний Кавказ, Вірменія, Грузія, Азербайджан.